# Ковальская, Фаустина
Мари́я Фаусти́на (Фавсти́на) Кова́льская [до монашества — Хе́лена (Еле́на)], (пол. Maria Faustyna (Helena) Kowalska; 25 августа 1905[…], Глоговец, Лодзинское воеводство — 5 октября 1938[…], Краков) — католическая святая, монахиня Конгрегации сестёр Божьей Матери Милосердия. Известна в Католической церкви как миссионерка Божьего Милосердия и автор «Дневника», в котором описывает свой духовный опыт.

## Биография
Хелена Ковальская родилась в деревне Глоговец около Лодзи в Царстве Польском. Была третьим ребёнком в бедной семье Станислава и Марианны Ковальских. В 1912 году впервые Хелена Ковальская услышала в душе глас, призывающий её к более совершенной жизни ("Дневник", 7). В 1914 году приняла Первое Причастие. В сентябре 1917 года начала обучаться в начальной школе, в которой закончила всего три класса.
В 1921—1924 годах работала в Лодзи. Летом 1924 года переживает новое видение:
Как-то раз я была с одной из своих сестер на балу. Пока все чудесно забавлялись, моя душа испытывала внутренние [мучения]. Начав танцевать, я внезапно увидела вблизи себя Иисуса, измученного, лишенного одежды, всего покрытого ранами, Который сказал мне следующие слова: Доколе Я буду мириться с тобою и доколе ты будешь Меня обманывать? В тот момент смолкла приятная музыка, исчезло перед моими глазами то общество, в котором я находилась. Остались лишь Иисус и я. Потом я села возле своей дорогой сестры, объяснив то, что произошло в моей душе, головной болью. Через минуту я тайком покинула общество и сестру и отправилась в собор Св. Станислава Костки. Уже начинало смеркаться, людей в соборе было мало. Не обращая [внимания] на то, что вокруг меня происходит, я простерлась ниц перед Святыми Дарами и попросила Господа, чтобы Он позволил мне понять, что нужно делать дальше.«Дневник», 9
После этого видения, в июле 1924 года, года уезжает в Варшаву с намерением вступить в монастырь, приходит в монашеский дом Конгрегации сестер Божией Матери Милосердия в Варшаве на улице Житная 3/9. Настоятельница Конгрегации обещает принять её в монастырь, но прежде велит Хелене устроиться на работу, чтобы подготовить себе скромное приданое (вступительный взнос в монастырь). После года работы в качестве помощницы по дому, Хелена Ковальская вновь обращается к настоятельнице монастыря, её наконец туда принимают и начинается её постулантура (первое монашеское испытание). 30 апреля 1926 года поступила в новициат Конгрегации сестёр Божьей Матери Милосердия в Кракове, получила хабит (монашеское облачение) и новое имя — сестра Мария Фаустина.  По окончании новициата 30 апреля 1928 года принимает первые (временные) монашеские обеты.
22 февраля 1931 года видит Иисуса Христа, который велит сестре Фаустине писать образ согласно тому, что она видела. 1 мая 1933 года принесла вечные монашеские обеты, переезд в монастырь Конгрегации в Вильно. Там ее исповедником становиться ксендз Михаил Споцько (1888—1975). Он направляет сестру Фаустину на психиатрическое освидетельствование, а, после признания ее здоровой, начинает помогать ей. В январе 1934 года впервые сестра Фаустина отправляется к художнику Еугениушу Казимировскому, который должен писать образ Божия Милосердия. Икона закончена в июне 1934 года, сестра Фаустина плачет, что Господь не так прекрасен, как в ее видении:
Однажды, когда я была у художника, который пишет этот образ, и увидела, что образ не так прекрасен, как Иисус, я сильно этим опечалилась, однако скрыла это глубоко в сердце. Когда мы ушли от этого художника, мать настоятельница осталась в городе, чтобы сделать разные дела, а я одна вернулась домой. Я сразу же отправилась в часовню и сильно заплакала. Я сказала Господу: «Кто Тебя напишет таким прекрасным, каким Ты есть?» Тогда я услышала такие слова: Не в прелести красок или кисти заключается величие этого образа, а в Моей благодати.«Дневник», 312
В 1936 году переведена в монастырь Конгрегации в Кракове-Лагевниках. После продолжительной болезни скончалась в Кракове 5 октября 1938 года.

## Деятельность
По просьбе священника Михала Сопоцько Фаустина начала описывать свой духовный опыт в виде записок, которые впоследствии получили название «Дневник». В этом сочинении Фаустина рассказывает о своих духовных переживаниях, приводит факты из своей монашеской жизни. «Дневник» после её смерти стал в Католической церкви источником распространения нового культа Божьего Милосердия. В своём «Дневнике» Фаустина приводит некоторые элементы этого культа: икону «Иисус, уповаю на Тебя», венчик Милосердию Божию, новенну Божьего Милосердия и призывает установить новый праздник, посвящённый Божьему Милосердию, который и был впоследствии установлен в Католической церкви в последний день Октавы Пасхи.

## Прославление
21 октября 1965 года в Краковской архиепархии начался сбор информации по делу беатификации сестры Фаустины. 25 ноября 1966 года мощи сестры Фаустины были перенесены с монастырского кладбища в часовню сестер Божией Матери Милосердия в Кракове — Лагевниках. 31 января 1968 года декретом Конгрегации по делам мирян начался процесс беатификации слуги Божией сестры Фаустины.
18 апреля 1993 года папа Иоанн Павел II беатифицировал Фаустину Ковальскую, а 30 апреля 2000 года причислил её к лику святых.
Католическая церковь отмечает её память 5 октября.